# Georg von Neuberg
Georg von Neuberg (auch Georg von Neidberg oder Georg von Neitberg; * im 14. Jahrhundert; † 1393) war 1387 bis 1393 Bischof von Chiemsee. 

## Leben
Georg entstammte dem Ministerialengeschlecht der Herren von Neuberg, die in der Steiermark ansässig waren. Er war Domherr von Salzburg und wurde im Juni 1382 von Papst Clemens VII. mit dem Amt des Salzburger Dekans Ortolf von Offenstetten betraut, der vom Domkapitel gewählt worden war, obwohl er gegen den Erzbischof opponierte. 1384 wurde er mit der Propstei des Augustinerchorherrenstifts Berchtesgaden providiert. 
Da er sich in beiden Ämtern nicht durchsetzen konnte, wurde er nach dem Tod des Chiemseer Bischofs Friedrich von seinem Onkel, dem Salzburger Erzbischof Pilgrim II. von Puchheim, zu Friedrichs Nachfolger ernannt. Während seiner Amtszeit sind mehrere bischöfliche Amtshandlungen belegt, die er als Weihbischof in Salzburg außerhalb seines Sprengels durchführte; u. a. weihte er die Kirche in Friesach in Kärnten.
Georg von Neuberg starb zwischen dem 20. und 31. Oktober 1393. Es ist nicht bekannt, wo sein Leichnam bestattet wurde.